# Julien Haas
Julien Haas (Luik, 29 maart 1930 – 4 maart 2009) was een Belgisch bariton.
Hij kreeg, nadat hij in het kerkkoor had gezongen, zijn muziekopleiding van Frédéric Anspach aan het Koninklijk Conservatorium Luik en won diverse eerste prijzen in Brussel en Toulouse. Hij maakte zijn debuut in 1954 in het Koninklijke Muntschouwburg in Boris Godoenov. Twee jaar later was hij te vinden in Zuid-Frankrijk bij diverse operagezelschappen. In 1959 maakte hij zijn Parijse debuut in de opera Rigoletto. Daarna trad hij over de gehele wereld op van Griekenland tot in Zuid-Amerika aan toe. Zo af en toe was hij nog in België te bewonderen. Met het gezelschap van de Koninklijke Munt trad hij in 1962 in Nijmegen op. Zijn stem is bewaard gebleven door enkele plaatopnamen. In de nadagen van zijn carrière was hij samen met zijn vrouw zangdocent in Straatsburg. 
Hij was getrouwd met de zangstem en operazangeres Andrée Esposito. Hij overleed aan kanker.
- Bibliothèque nationale de France: cb14000039r (data)
- International Standard Name Identifier: 0000 0000 8370 6180
- Library of Congress Control Number: no89001249
- MusicBrainz: 57de320a-4ed4-437f-9602-31dadbb408b4
- Virtual International Authority File: 33168717
- WorldCat: E39PBJfh7qG3WxBYKVHXKgrwmd